# Барата (Потенца)
Барата (итал. Barrata) је насеље у Италији у округу Потенца, региону Базиликата.
Према процени из 2011. у насељу је живело 91 становника. Насеље се налази на надморској висини од 847 м.